# Hal Smith (actor)
Hal Smith (24 de agosto de 1916 – 28 de enero de 1994) fue un actor y comediante estadounidense. Conocido sobre todo por interpretar a Otis Campbell en el programa de la CBS The Andy Griffith Show, también fue muy activo como actor de voz, encarnando a personajes de producciones de animación como Winnie The Pooh y The New Adventures of Winnie the Pooh, Los Picapiedra, Davey and Goliath, DuckTales, The Huckleberry Hound Show, Tiro Loco McGraw, Gumby, Los Supersónicos, Don Gato, Scooby-Doo, Where Are You! y Hong Kong Phooey, entre otros muchas. También fue conocido entre los radioyentes por su papel de John Avery Whittaker en Adventures in Odyssey.

## Primeros años
Su nombre completo era Harold John Smith, y nació en Petoskey, Míchigan, aunque pasó buena parte de su primeros años en Massena, Nueva York. Graduado en la Massena High School en 1936, su madre era una costurera, y su padre trabajaba en la fábrica local de Alcoa.
Una vez graduado, Smith trabajó desde 1936 a 1943 como disc jockey y locutor para la emisora de radio WIBX en Utica (Nueva York). Durante la Segunda Guerra Mundial sirvió en los Servicios Especiales de Entretenimiento del Ejército de los Estados Unidos, y finalizada la contienda viajó a Hollywood, actuando en muchos shows televisivos, entre ellos I Married Joan, Fury, The People's Choice, The Texan, Rescue 8, Dennis the Menace, The Adventures of Ozzie and Harriet, The Donna Reed Show, National Velvet, y The Red Skelton Show.

## Carrera

### The Andy Griffith Show
El personaje televisivo más recordado de Smith fue Otis Campbell, el borracho de The Andy Griffith Show, que apareció durante gran parte de la trayectoria de la serie desde 1960 a 1968. En la realidad, Hal Smith era totalmente opuesto al personaje, y en la vida real, y según sus amigos Andy Griffith y Don Knotts, él no bebía. Otis dejó de aparecer en la serie hacia el final de la misma, ya que a los patrocinadores les preocupaba la imagen de un personaje alcohólico. 
Smith también fue Calver Weems en la comedia de 1966 de Don Knotts The Ghost and Mr. Chicken, siendo su personaje similar al Otis de la anterior producción.
Una vez más interpretó a Otis en el telefilm de 1986 Return to Mayberry. Más adelante, Smith utilizó a su personaje en anuncios comerciales de la organización Mothers Against Drunk Driving (MADD), al igual que en el vídeo musical de Alan Jackson "Don't Rock the Juke Box".
Smith hizo un cameo como el Alcalde de Boracho en La carrera del siglo en 1965. También fue Hans Spear en Hogan's Heroes, y nuevamente interpretó un cameo en el episodio 19 de la primera temporada de Adam-12 (1969). A finales de los años 1960, Smith tuvo también un show matinal infantil en la emisora televisiva KTLA, "The Pancake Man," patrocinado por IHOP. Retomó el papel como "Kartoon King" en un episodio de 1971 de la serie The Brady Bunch titulado The Winner.

### Actor de voz
A partir de finales de los años 1950, y con programas como The Huckleberry Hound Show y Tiro Loco McGraw, Smith llegó a ser uno de los más prolíficos actores de voz de Hollywood, trabajando finalmente con la mayor parte de los grandes estudios y compañías productoras, entre ellas Hanna-Barbera, Walt Disney Company, Warner Brothers, The Mirisch Corporation, y Sid and Marty Krofft. Entre las muchas producciones en las que participó figuran Los Picapiedra, La Pantera Rosa, The Many Adventures of Winnie the Pooh, Mickey Mouse, Oso Yogi, y Looney Tunes.
En 1962 dio voz a Taurus en la serie Space Angel, personaje de acento escocés que, según el libro Space Patrol, missions of daring in the name of early television, posiblemente dio a Gene Roddenberry la idea para la figura del ingeniero de Star Trek, Mr. Scott. Smith también dio voz para el show Hong Kong Phooey, y en 1977 fue Grandpa Josiah en el especial televisivo de animación Halloween Is Grinch Night. En los años 1980 continuó como actor de voz, trabajando en Los Pitufos, La Navidad de Mickey, y en DuckTales.
Smith también dio voz al personaje de Disney Goofy tras fallecer Pinto Colvig en 1967. Además, fue el Búho en tres producciones originales de Winnie the Pooh (Winnie the Pooh and the Honey Tree, Winnie the Pooh and the Blustery Day, y Winnie the Pooh and Tigger Too) y en The Many Adventures of Winnie the Pooh en 1977. 
En la década de 1960 fue uno de los actores de voz de Hollywood más solicitados. Desde 1959 a 1975 fue Goliath y otros muchos personajes en Davey and Goliath, y entre 1960 y 1961 dio voz a Elmer Gruñón, tras fallecer Arthur Q. Bryan. En 1963 fue Dr. Todd Goodheart, Belly Laguna y Dr. Von Upp en la serie de animación de The Funny Company. Entre 1964 y 1966 dobló a Yappee en los cortos de Hanna-Barbera Yippee, Yappee and Yahooey. Además, encarnó a Cosgoode Creeps, Asa Shanks, Mr. Greenway y Mr. Bluestone en Scooby-Doo, Where are You!.
En 1981 retomó su papel de Búho y dio voz a Winnie-the-Pooh en el corto Winnie the Pooh Discovers the Seasons, reemplazando a Sterling Holloway, que le había dado voz durante muchos años. Después, en 1983, dio voz a otros dos personajes en Winnie the Pooh and a Day for Eeyore, así como en la serie de Disney Channel Welcome to Pooh Corner. En el programa televisivo The New Adventures of Winnie the Pooh (1988), Jim Cummings fue Pooh, mientras que Smith siguió siendo el Búho. Ambos actores a veces intercambiaban sus papeles como Winnie the Pooh. En 1991 Smith dio voz a Philippe el Caballo en el film de Disney La bella y la bestia, así como al caballo de Jafar en Aladdín.
A partir de 1987 dio vida al personaje principal John Avery Whittaker en el drama radiofónico de Enfoque a la Familia Adventures in Odyssey. Fue responsable de buena parte del reparto, y siguió grabando episodios (más de 260) hasta unas pocas semanas antes de fallecer, aún a pesar de que su salud era delicada. Otra de sus últimas actuaciones fue el papel de Joe Mcgee en el episodio "The Old Man and the Sea Duck" de TaleSpin.
Smith tuvo también mucho trabajo interpretando a personajes diversos en anuncios publicitarios comerciales. Así, colaboró en campañas de numerosas compañías tales como 3 Musketeers, United Van Lines, Hickory Farms, Toyota, Gigante Verde, General Mills, Mattel, Kellogg's. Pizza Hut, Chicken of the Sea, Ivory soap, Doctor Ross dog food, Pioneer Chicken, Bell Telephone Company y otras.
En 1994, presto su voz para el personaje de Gaspra en el videojuego Zelda's Adventure .

## Vida personal
Smith estuvo casado con Louise C. Smith desde 1936 hasta la muerte de ella en 1992. Tuvieron un hijo llamado Terry que falleció en 1998. Tras la muerte de su mujer, la salud de Smith empezó a deteriorarse con rapidez. Los productores de "Adventures in Odyssey" llegaron incluso a preparar su personaje para el momento en que Smith falleciera. Finalmente, el 28 de enero de 1994 Hal Smith falleció en Santa Mónica, California, a los 77 años de edad, aparentemente a causa de un infarto agudo de miocardio. Fue enterrado en el Cementerio Woodlawn Memorial de Santa Mónica.